# Saint-Loubert
Saint-Loubert é uma comuna francesa na região administrativa da Nova Aquitânia, no departamento da Gironda. Estende-se por uma área de 2,1 km². Em 2010 a comuna tinha 233 habitantes (densidade: 111 hab./km²).